# Vincetoxicum nigrum
El ornaballo o vencetósigo negro (Vincetoxicum nigrum) es una especies de la familia de las asclepiadáceas. 

## Descripción
Similar a Vincetoxicum hirundinaria, pero no tan alta, con la mayoría de tallos sarmentosos y las hojas muy puntiagudas. Flores púrpura oscuro.

## Distribución y hábitat
Portugal, centro y  sur de España, sur de Francia, Baleares e Italia. Habita en matorrales y lugares rocosos. En melojares.